# Place Georges-Python
La place Georges-Python est une place de Fribourg, en Suisse. Son code postal est 1700.

## Histoire
La place est nommée en hommage à l'homme politique fribourgeois Georges Python.

## Utilisation
La Place Georges-Python constitue l'arrivée de la course Morat-Fribourg. Un marché alimentaire s'y tient le mercredi matin et il y a parfois des vides-greniers ou des manifestations.
Les festivals y sont nombreux. Elle accueille annuellement le festival de musique Les Georges, mais il y a également le Festival des Brasseries Artisanales, le Suisse Fondue Festival, le Festival des food-trucks, le World Food Festival, le festival Juvenalia consacré à l'enfance et la jeunesse, le Fri'Kids Festival, ainsi que le Festival de Soupes (organisé par La Tuile, centre d'accueil d'urgences pour personnes en situation de précarité). Des scènes y prennent aussi place pour la Fête de la Musique.